# Шентруперт (Брасловче)
Шентруперт (словен. Šentrupert) је насељено место у општини Брасловче, Савињска регија, Словенија.

## Историја
До територијалне реорганизације у Словенији био је у саставу старе општине Жалец.

## Становништво
У попису становништва из 2011. године, Шентруперт је имао 152 становника.
| Број становника према пописима | Број становника према пописима | Број становника према пописима |
| ------------------------------ | ------------------------------ | ------------------------------ |
| 1991                           | 2002                           | 2011                           |
| 152                            | 145                            | 152                            |

Напомена: До 1955. исказивано под именом Свети Руперт. Године 2009. извршене су мање размене територија између насеља Капља вас (Преболд) и Шентруперт.